# Charles Green (bobsleista)
Charles Patrick Green (ur. 30 marca 1914 w Pietermaritzburgu, zm. 10 kwietnia 1999 w Owen Sound) – brytyjski bobsleista, brązowy medalista igrzysk olimpijskich i czterokrotny medalista mistrzostw świata.

## Kariera
Pierwszy sukces osiągnął w 1936 roku, kiedy reprezentacja Wielkiej Brytanii w składzie: Frederick McEvoy, James Cardno, Guy Dugdale i Charles Green wywalczyła brązowy medal w czwórkach na igrzyskach olimpijskich w Garmisch-Partenkirchen. Rok później wystąpił na mistrzostwach świata w Sankt Moritz, razem z Byranem Blackiem, Davidem Lookerem i McEvoyem zwyciężając w czwórkach. Był to pierwszy złoty medal mistrzostw świata dla Wielkiej Brytanii w tym sporcie. Kolejne dwa medale wywalczył podczas mistrzostw świata w Sankt Moritz/Ga-Pa w 1938 roku, gdzie w parze z McEvoyem był drugi w dwójkach, a razem z McEvoyem, Lookerem i Chrisem Mackintoshem zwyciężył w czwórkach. Ostatni sukces osiągnął w 1939 roku, kiedy osada brytyjska wywalczyła srebrny medal w czwórkach na mistrzostwach świata w Cortinie d’Ampezzo.
W czasie II wojny światowej był pilotem Royal Air Force. Kilkukrotnie ranny, walczył między innymi w bitwie o Anglię i we Włoszech. Wojsko opuścił w 1947 roku w stopniu kapitana.